# Colpotrochia munda
Colpotrochia munda är en stekelart som beskrevs av Setsuya Momoi 1966. Colpotrochia munda ingår i släktet Colpotrochia och familjen brokparasitsteklar. Inga underarter finns listade i Catalogue of Life.